# UCI-Trial-Weltcup 2005
Beim UCI-Trial-Weltcup 2005 wurden durch die Union Cycliste Internationale die Weltcupsieger im Trial ermittelt, darunter erstmals bei den Frauen.

## Ablauf
Der Weltcup 2005 bestand wie im Vorjahr aus drei Läufen:
- Madrid: 7.–8. Mai
- Graz: 9.–10. Juli
- Köln: 16.–18. September

Der zweite Lauf fand auf dem Grazer Hauptplatz statt. Der dritte Lauf hätte ursprünglich in Lausanne sein sollen, wurde aber nach Köln verlegt, wo er im Rahmen der Fahrradmesse IFMA stattfand.
Eine Neuerung war die Schaffung eines Weltcups für Frauen, der Fahrerinnen ab 15 Jahren offen stand; bei Männern war das Mindestalter 16 Jahre. Der Zuspruch bei den Frauen war vorerst gering, insgesamt gab es nur fünf Teilnehmerinnen. Der Frauen-Weltcup 2005 fehlt in den derzeit von der UCI veröffentlichten Palmarès. Die Gesamtwertung der Frauen wurde seinerzeit allerdings gleichberechtigt mit der der Männer veröffentlicht.

## Männer 20 Zoll
In der 20-Zoll-Klasse nahmen 48 Fahrer aus 10 Nationen an den Wettbewerben teil.
| # | Datum         | Ort    | Erster       | Zweiter     | Dritter              |
| - | ------------- | ------ | ------------ | ----------- | -------------------- |
| 1 | 8. Mai        | Madrid | Daniel Comas | Benito Ros  | Juan Antonio Linares |
| 2 | 10. Juli      | Graz   | Benito Ros   | Marco Hösel | Daniel Comas         |
| 3 | 18. September | Köln   | Benito Ros   | Carles Diaz | Marco Hösel          |

Gesamtwertung
| Platz | Name                   | Punkte |
| ----- | ---------------------- | ------ |
| 1     | Benito Ros             | 360    |
| 2     | Marco Hösel            | 315    |
| 3     | Juan Antonio Linares   | 295    |
| 4     | Carles Diaz            | 275    |
| 5     | Juan Daniel de la Peña | 260    |
| 6     | Rafał Kumorowski       | 239    |

## Männer 26 Zoll
In der 26-Zoll-Klasse gab es 39 Teilnehmer aus 7 Nationen.
| # | Datum         | Ort    | Erster           | Zweiter          | Dritter      |
| - | ------------- | ------ | ---------------- | ---------------- | ------------ |
| 1 | 8. Mai        | Madrid | Kenny Belaey     | Vincent Hermance | Marc Caisso  |
| 2 | 10. Juli      | Graz   | Kenny Belaey     | Vincent Hermance | Thomas Öhler |
| 3 | 18. September | Köln   | Vincent Hermance | Kenny Belaey     | Thomas Öhler |

Gesamtwertung
| Platz | Name              | Punkte |
| ----- | ----------------- | ------ |
| 1     | Kenny Belaey      | 360    |
| 2     | Vincent Hermance  | 345    |
| 3     | Marc Caisso       | 305    |
| 4     | Thomas Öhler      | 275    |
| 5     | Florian Tournier  | 260    |
| 6     | Thibault Veuillet | 260    |

## Frauen
An jedem der drei Wettkämpfe nahmen je vier Fahrerinnen teil.
| # | Datum         | Ort    | Erste      | Zweite                    | Dritte       |
| - | ------------- | ------ | ---------- | ------------------------- | ------------ |
| 1 | 8. Mai        | Madrid | Karin Moor | Mireia Abant              | Gemma Abant  |
| 2 | 10. Juli      | Graz   | Karin Moor | Gemma Abant               | Mireia Abant |
| 3 | 18. September | Köln   | Karin Moor | Ann-Christin Bettenhausen | Gemma Abant  |

Gesamtwertung
| Platz | Name                      | Punkte |
| ----- | ------------------------- | ------ |
| 1     | Karin Moor                | 375    |
| 2     | Gemma Abant               | 320    |
| 3     | Mireia Abant              | 310    |
| 4     | Ann-Christin Bettenhausen | 205    |
| 5     | Lucie Miramond            | 95     |